# Армстронг-Джонс, Энтони, 1-й граф Сноудон
Энтони Армстронг-Джонс или А́нтони Чарлз Ро́берт А́рмстронг-Джо́унз (англ. Antony Armstrong-Jones; 7 марта 1930, Лондон, Великобритания — 13 января 2017, Кенсингтон) — британский фотограф и дизайнер, в 1960—1978 годах муж принцессы Маргарет, сестры королевы Елизаветы II. 1-й граф Сноудон и 1-й виконт Линли с 1961 года, 1-й барон Армстронг-Джонс с 1999 года.

## Биография
Энтони Армстронг-Джонс родился в 1930 году в Лондоне. По мужской линии он принадлежал к мелкому валлийскому дворянству: его отец, Рональд Армстронг-Джонс (1899—1966), был майором британской армии и барристером, дед, сэр Роберт Армстронг-Джонс (1857—1943) — известным психиатром, прадед (тесть сэра Роберта), Оуэн Робертс, — видным деятелем в сфере британского технического образования. Мать Энтони, Энн Мессель, происходила из немецко-еврейской банкирской семьи Месселей и была внучкой архитектора Альфреда Месселя.
Энтони Армстронг-Джонс окончил Итонский колледж и изучал архитектуру в Кембриджском университете. Он дважды провалил экзамены и начал учиться на фотографа, но и в этом не преуспел. Тем не менее, профессионально занимаясь социальной фотографией с 1951 года, он постепенно смог сделать себе имя. Армстронг-Джонс стал фотографом королевской семьи и постоянно сопровождал королеву в её поездках. Позже главной сферой его интересов стали мода, дизайн и театральная жизнь, а также портреты знаменитостей; фотографии на эту тему были преимущественно чёрно-белыми. Особенно известными стали портреты Сальвадора Дали, принцессы Дианы, Марлен Дитрих. Параллельно Армстронг-Джонс занимался дизайном мебели и посуды, публиковал эссе об искусстве фотографии и фотоальбомы.
В 1959 году Армстронг-Джонс познакомился с принцессой Маргарет, младшей сестрой королевы; он фотографировал принцессу в день её 29-летия. Знакомство переросло в роман, и 6 мая 1960 года влюблённые поженились в Вестминстерском аббатстве. 3 октября 1961 года Армстронг-Джонс получил от королевы титулы графа Сноудона и виконта Линли. В браке родились двое детей:
- Дэвид Армстронг-Джонс, 2-й граф Сноудон, виконт Линли (родился 3 ноября 1961 года)[14];
- Леди Сара Армстронг-Джонс (родилась 1 мая 1964 года), жена Дэниела Чатто[14].

В 1976 году граф и графиня Сноудон расстались, а в 1978 официально развелись; причиной тому стал роман принцессы Маргарет с Родди Ллевеллином. Годом позже Армстронг-Джонс женился во второй раз, на Люси Линдсей-Хогг, которая родила ему (17 июля 1979 года) дочь Фрэнсис, ставшую в 2006 году женой Родольфа фон Гофмансталя.
В 1998 году у Энтони Армстронг-Джонса родился внебрачный сын Джаспер Уильям Оливер, матерью которого стала Мелани Кейбл-Александер. 16 ноября 1999 года Королева пожаловала своему бывшему зятю титул барона Армстронг-Джонса.

## В культуре
Энтони Армстронг-Джонс стал персонажем телесериала «Корона», где его играют Мэттью Гуд (2 сезон) и Бен Дэниэлс (3 сезон).